# Henryk Vogler

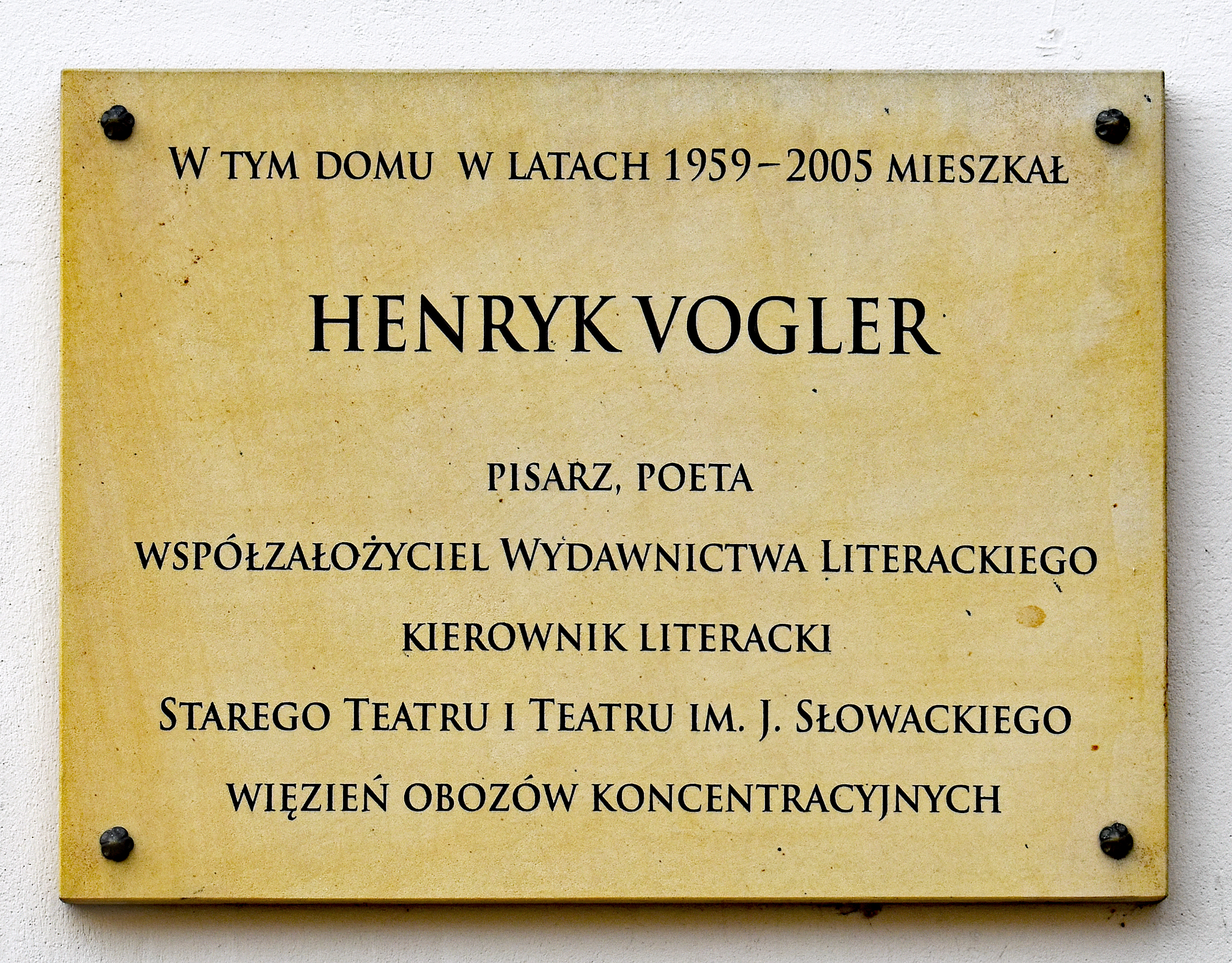
Kraków ul. Szeroka 38.
Tablica pamiątkowa na kamienicy w której mieszkał.

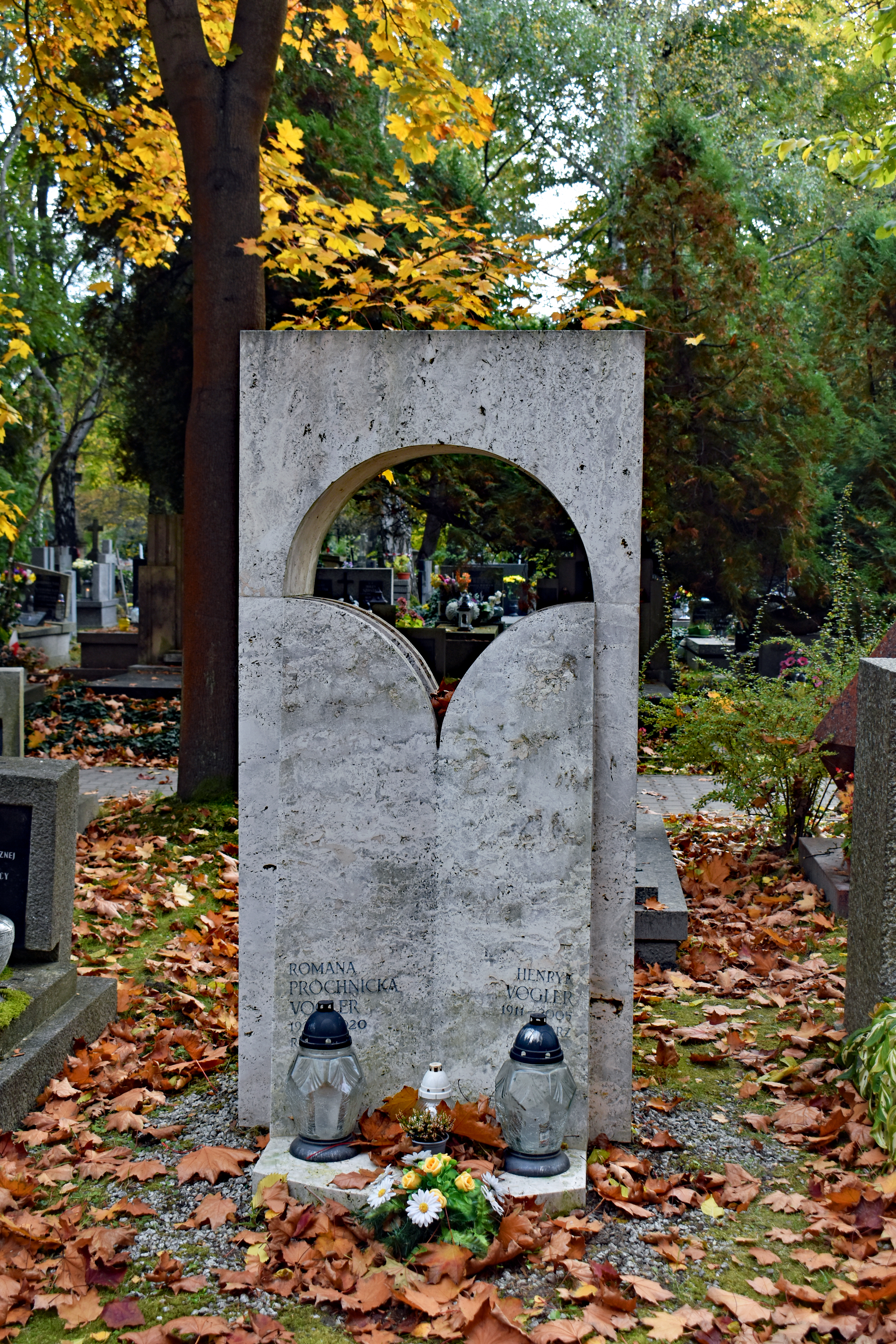
Grób Henryka Voglera i Romany Próchnickiej na cmentarzu Rakowickim

Henryk Vogler (ur. 6 marca 1911 w Krakowie, zm. 19 lutego 2005 tamże) – polski pisarz i krytyk literacki żydowskiego pochodzenia, pierwszy redaktor naczelny Wydawnictwa Literackiego; mąż Romany Próchnickiej.

## Życiorys
Urodził się w rodzinie żydowskiej od pokoleń związanej z Krakowem. W 1933 ukończył studia na Wydziale Prawa i Administracji Uniwersytetu Jagiellońskiego, w latach 1939–1941 studiował na Wydziale Filologii Polskiej Uniwersytetu Jana Kazimierza we Lwowie. W latach 1942–1944 był więziony w niemieckim obozie pracy w Rozwadowie stworzonym na potrzeby Reichswerke Hermann Göring – Stalowa Wola. Latem przed wyzwoleniem Stalowej Woli przejściowo przetransportowany do niemieckiego obozu pracy w Płaszowie, lata 1944–1945 spędził w niemieckim obozie koncentracyjnym Groß-Rosen.
Od 1945 mieszkał w Krakowie. W latach 1947–1948 był członkiem PPR, od 1948 należał do PZPR. W latach (1949–1951) był redaktorem „Gazety Krakowskiej”, od 1951 do 1953 „Życia Literackiego”. Od 1953 do 1958 pełnił funkcję redaktora naczelnego Wydawnictwa Literackiego, od 1958 do 1965 kierownika literackiego Starego Teatru im. Heleny Modrzejewskiej, a od 1965 do 1976 – Teatru im. Juliusza Słowackiego. W 1953 podpisał rezolucję ZLP w sprawie procesu krakowskiego.
W latach 30. debiutował w „Nowym Dzienniku”. Był autorem powieści psychologiczno-obyczajowych na temat m.in. martyrologii Żydów, utworów scenicznych, słuchowisk, szkiców literackich. Publikował także w „Ziemi Kaliskiej” i „Południowej Wielkopolsce”. W 1985 postanowieniem Prezydium Rady Narodowej Miasta Krakowa został wpisany do Księgi Zasłużonych Ludzi Ziemi Krakowskiej. Za całokształt twórczości prozatorskiej i dramaturgicznej otrzymał nagrodę Ministra Kultury i Sztuki (1989).
Zmarł w Krakowie. Został pochowany na cmentarzu Rakowickim w kwaterze zasłużonych (kwatera LXVII-płn 2-7). Na nowym cmentarzu żydowskim przy ulicy Miodowej znajduje się tablica pamiątkowa poświęcona pisarzowi i jego najbliższej rodzinie.

## Odznaczenia
- Krzyż Komandorski z Gwiazdą Orderu Odrodzenia Polski (22 maja 2000)[7],
- Krzyż Kawalerski Orderu Odrodzenia Polski,
- Złoty Krzyż Zasługi (1956),
- Medal 10-lecia Polski Ludowej (28 lutego 1955)[8],
- Odznaka „Zasłużony Działacz Kultury” (1969)[3].

## Publikacje
- 1956: Niepospolici
- 1957: Ocalony z otchłani
- 1957: szkice literackie Z notatek przemytnika
- 1964: Romanse literatury
- 1960: Nieobecni są winni
- 1972: Tadeusz Różewicz
- 1974: Dwanaście białych wielbłądów i inne utwory dramatyczne
- 1978: Autoportret z pamięci. Cz. 1, Dzieciństwo i młodość
- 1979: Autoportret z pamięci. Cz. 2, Wiek męski[9]
- 1981: Autoportret z pamięci. Cz. 3, Dojrzałość[10]
- 1987: Śmierć w Paryżu[11]
- 1990: Wstęp do fizjologii strachu[12]
- 1991: Opowiadania fantastyczne[13]
- 1994: Wyznanie mojżeszowe. Wspomnienia z utraconego czasu[14]
- 1996: Ojczenasz. Niby powieść[15]